# Orden des Heiligen Schatzes

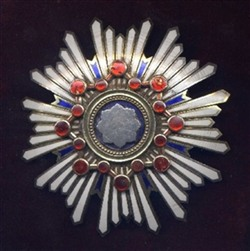
Orden des Heiligen Schatzes (Bruststern)

Der Orden des Heiligen Schatzes (japanisch 瑞宝章, Zuihōshō, englisch Order of the Sacred Treasure), auch Orden des Spiegels oder Orden des geheiligten Schatzes genannt, ist ein japanischer Orden, der am 4. Januar 1888 von Kaiser Meiji gestiftet wurde.
Der Orden ist in sechs Klassen aufgeteilt; verliehen werden kann er für lange oder besondere Dienste sowohl im militärischen als auch zivilen Bereich. Die Auszeichnung wurde an Heer und Marine sowie an gleichgestellte Zivilbeamte vergeben. Die Auszeichnung stufte nach Dienstgrad und setzte oft voraus, bereits Träger des Ordens in einer bestimmten vorangehenden Ordensklasse zu sein. Auch Träger des Orden der aufgehenden Sonne in einer bestimmten Klasse zu sein, war für die Auszeichnung eine mögliche Voraussetzung. Ausländer, wie Konsuln, Gesandte und Botschaftsangehörige mit mehrjähriger Tätigkeit in Japan konnten den Orden erhalten. Die Voraussetzung für die Auszeichnung mit dem Großkreuz (erste Klasse) erfüllen hohe Offiziere und Beamte des Heeres und der Marine, sowie Zivilbeamte in gleicher Stellung, Gesandte und Minister. Darüber hinaus müssen die ausgezeichneten Personen Träger des Ordens der aufgehenden Sonne der 2. Klasse sein. Ursprünglich nur Männern vorbehalten, kann der Orden seit 1919 auch an Frauen verliehen werden. Im Gegensatz zu seinen europäischen Gegenstücken kann der Orden des Heiligen Schatzes auch postum verliehen werden.

## Ordensklassen

### Seit 2003
| #  | Bandschnalle | Name           | Kanji      | Übersetzung                                 | englisch                   | Entsprechung      |
| -- | ------------ | -------------- | ---------- | ------------------------------------------- | -------------------------- | ----------------- |
| 1. |              | Zuihō daijushō | 瑞宝大綬章 | Großer Orden des Heiligen Schatzes am Band  | Grand Cordon               | Großkreuz         |
| 2. |              | Zuihō jūkōshō  | 瑞宝重光章 | Mehrfarbiger Orden des Heiligen Schatzes    | Gold and Silver Star       | Großoffizier      |
| 3. |              | Zuihō chūjushō | 瑞宝中綬章 | Mittlerer Orden des Heiligen Schatzes       | Gold Rays with Neck Ribbon | Kommandeur        |
| 4. |              | Zuihō shōjushō | 瑞宝小綬章 | Kleiner Orden des Heiligen Schatzes am Band | Gold Rays with Rosette     | Offizier          |
| 5. |              | Zuihō sōkōshō  | 瑞宝双光章 | Zweifarbiger Orden des Heiligen Schatzes    | Gold and Silver Rays       | Ritter I. Klasse  |
| 6. |              | Zuihō tankōshō | 瑞宝単光章 | Einfarbiger Orden des Heiligen Schatzes     | Silver Rays                | Ritter II. Klasse |

### 1888–2003
Bis 2003 waren die Klassen, ähnlich der europäischer Klassenorden, durchnummeriert.
- 1. Klasse
- 2. Klasse
- 3. Klasse
- 4. Klasse
- 5. Klasse
- 6. Klasse
- 7. Klasse
- 8. Klasse

## Gestaltung und Trageweise

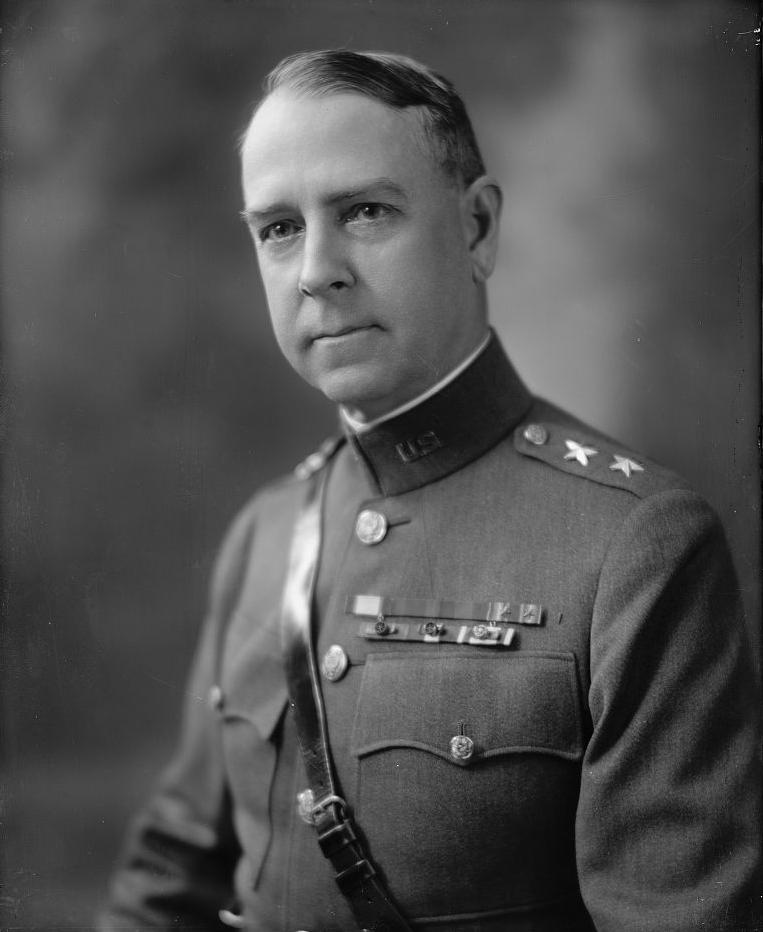
Generalmajor Johnson Hagood mit dem Orden des Heiligen Schatzes als Bandschnalle (zweite Reihe rechts)

Der Orden trägt Symbole der Throninsignien Japans: den Spiegel Yata no kagami, den Edelstein Yasakani no Magatama und das Schwert Kusanagi.
Das Ordenszeichen der 1. bis 6. Klasse ist ein Malteserkreuz in Gold (1. bis 4. Klasse), Gold und Silber (5. Klasse) bzw. Silber (6. Klasse), mit weißen emaillierten Strahlen, die für das Schwert stehen. Die zentrale Scheibe ist blau mit einem achtzackigen Stern für den Spiegel umgeben von einem Kranz aus rot-emaillierten Punkten für den Edelstein. Das Ordenszeichen hängt an einem hellblauen Band mit gelben Streifen an den Rändern.
Die 1. Klasse wird als Schärpe an der rechten Schulter, die 2. und 3. Klasse bei Männern als Halsband und die 4. bis 6. Klasse an der linken Brust (mit Dreiecksband) getragen. Frauen tragen das Band in Form einer Schleife an der linken Schulter. Das Band der 4. Klasse besitzt zusätzlich eine Rosette.
Der Stern der 1. und 2. Klasse ähnelt dem Ordenszeichen, mit der Ausnahme, dass er die Form von zwei Malteserkreuzen, eines in Gold und das andere diagonal in Silber, besitzt. Der Stern der 1. Klasse wird an der linken und der 2. Klasse an der rechten Brust getragen.
Die Farben der Strahlen des Ordenszeichens, die Form des Bandes und die Trageweise für jede Klasse ähneln dem Orden der Aufgehenden Sonne.

### Änderungen von 2003
Bis 2003 wurden ebenfalls Orden der 7. und 8. Klasse verliehen, deren Ordenszeichen eine achteckige Silbermedaille – die 7. Klasse teilweise vergoldet –, mit Darstellungen des Spiegels und des Edelsteins, war. Getragen werden sie wie die der 4. bis 6. Klasse.
Außerdem wurde von allen Orden die Farbe des Bandes von Weiß mit zwei gelben Streifen auf Indigo mit zwei gelben Streifen geändert.

alter Orden 6. Klasse
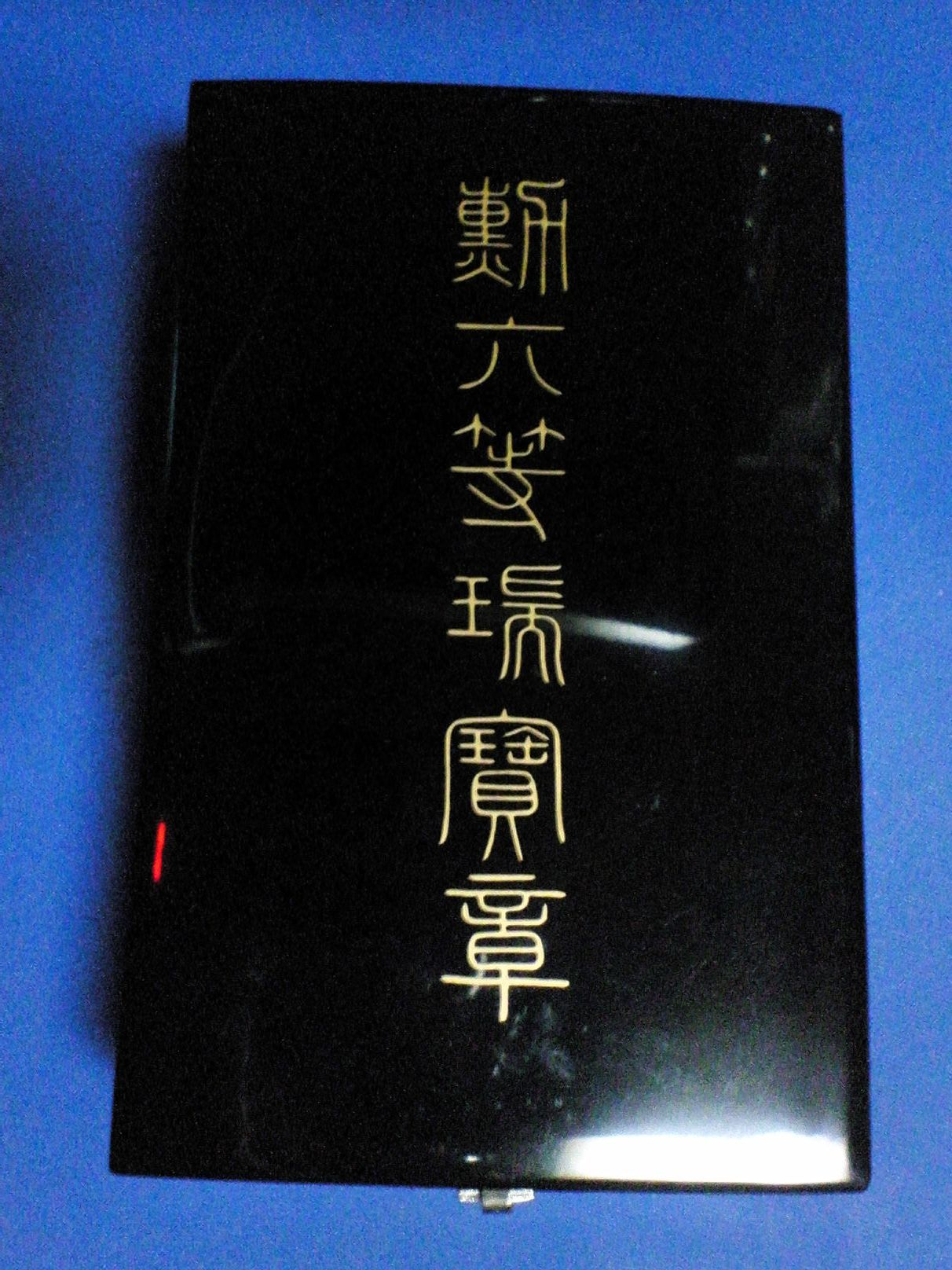
Etui
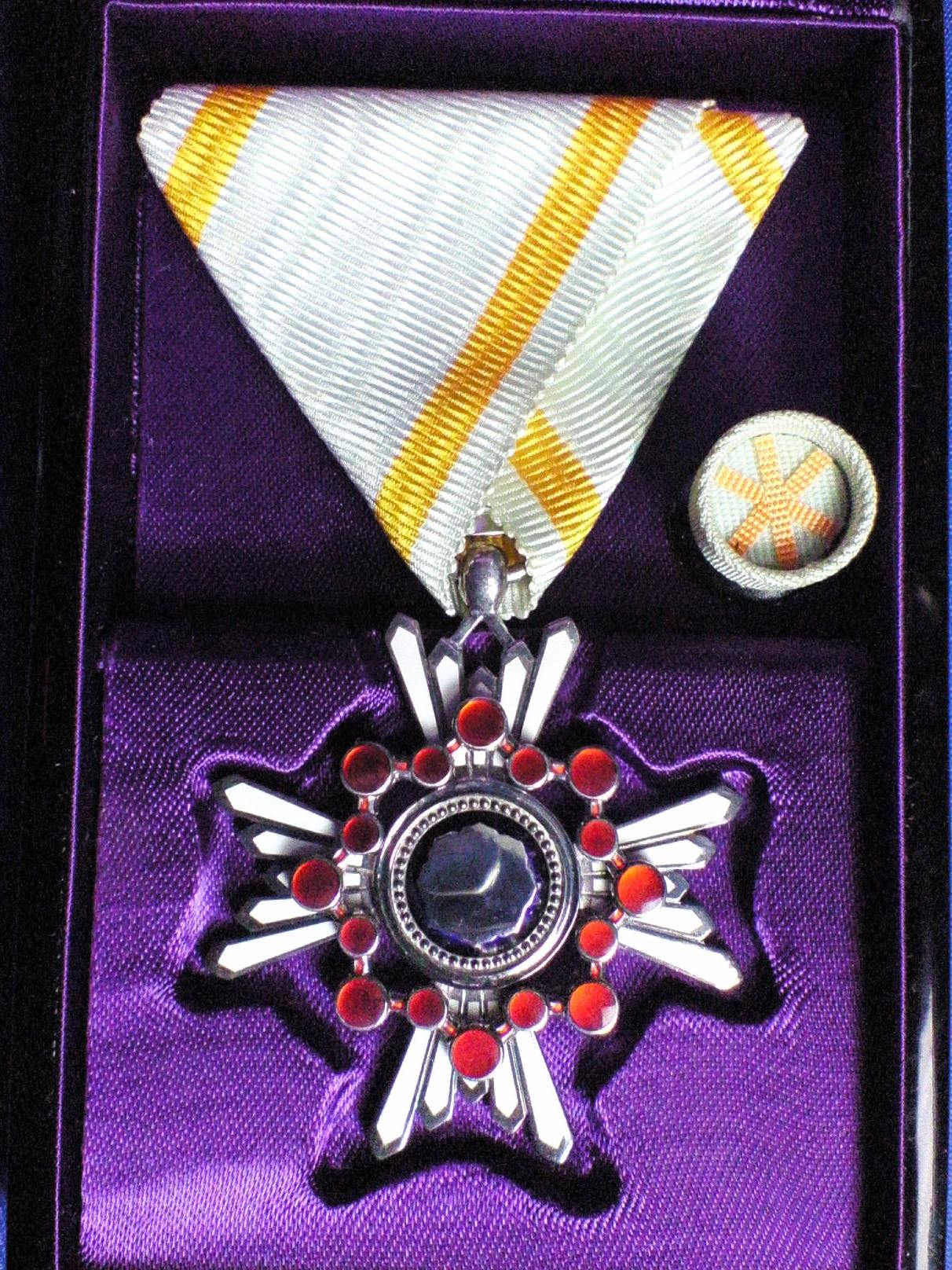
Vorderseite
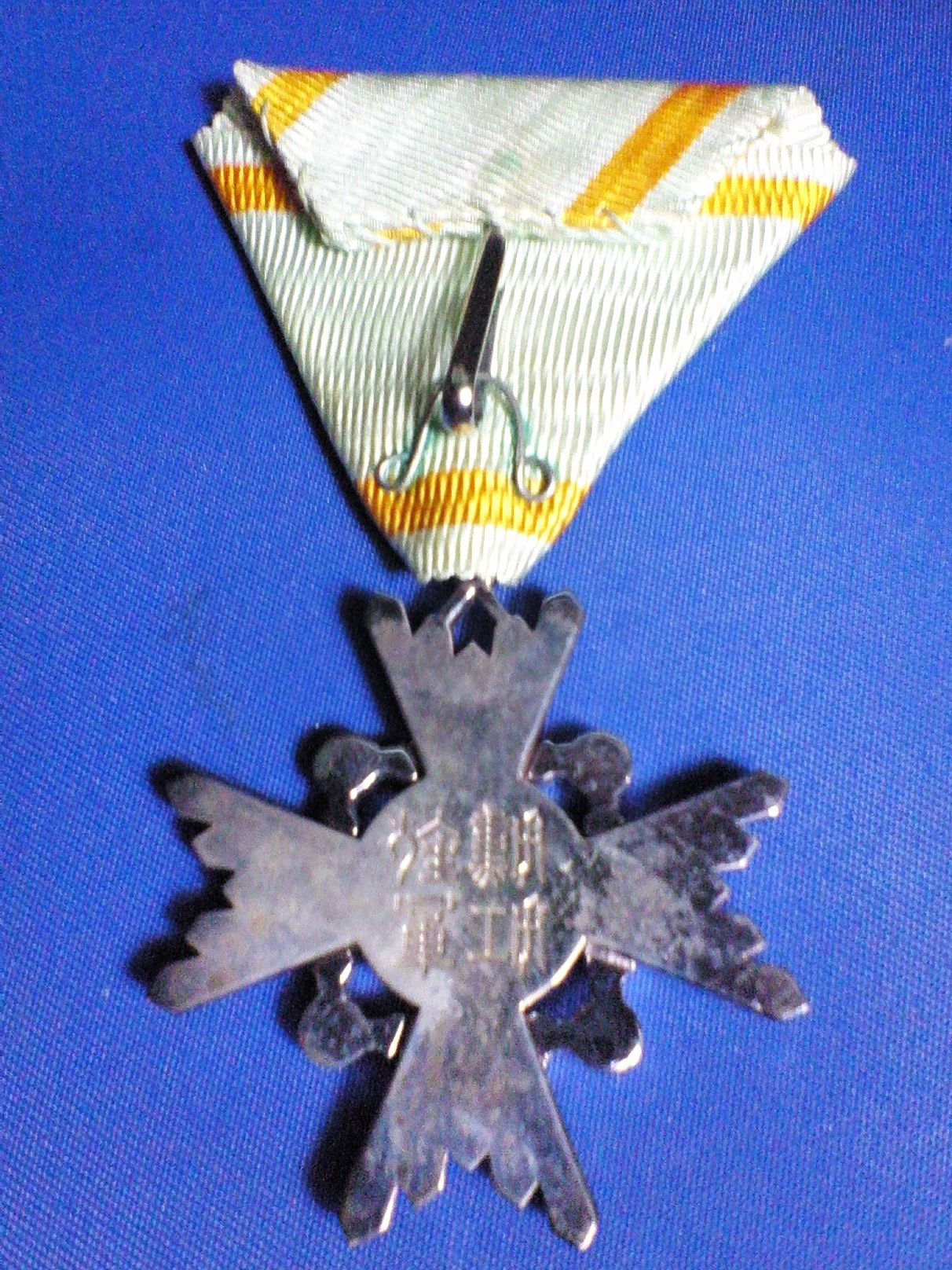
Rückseite
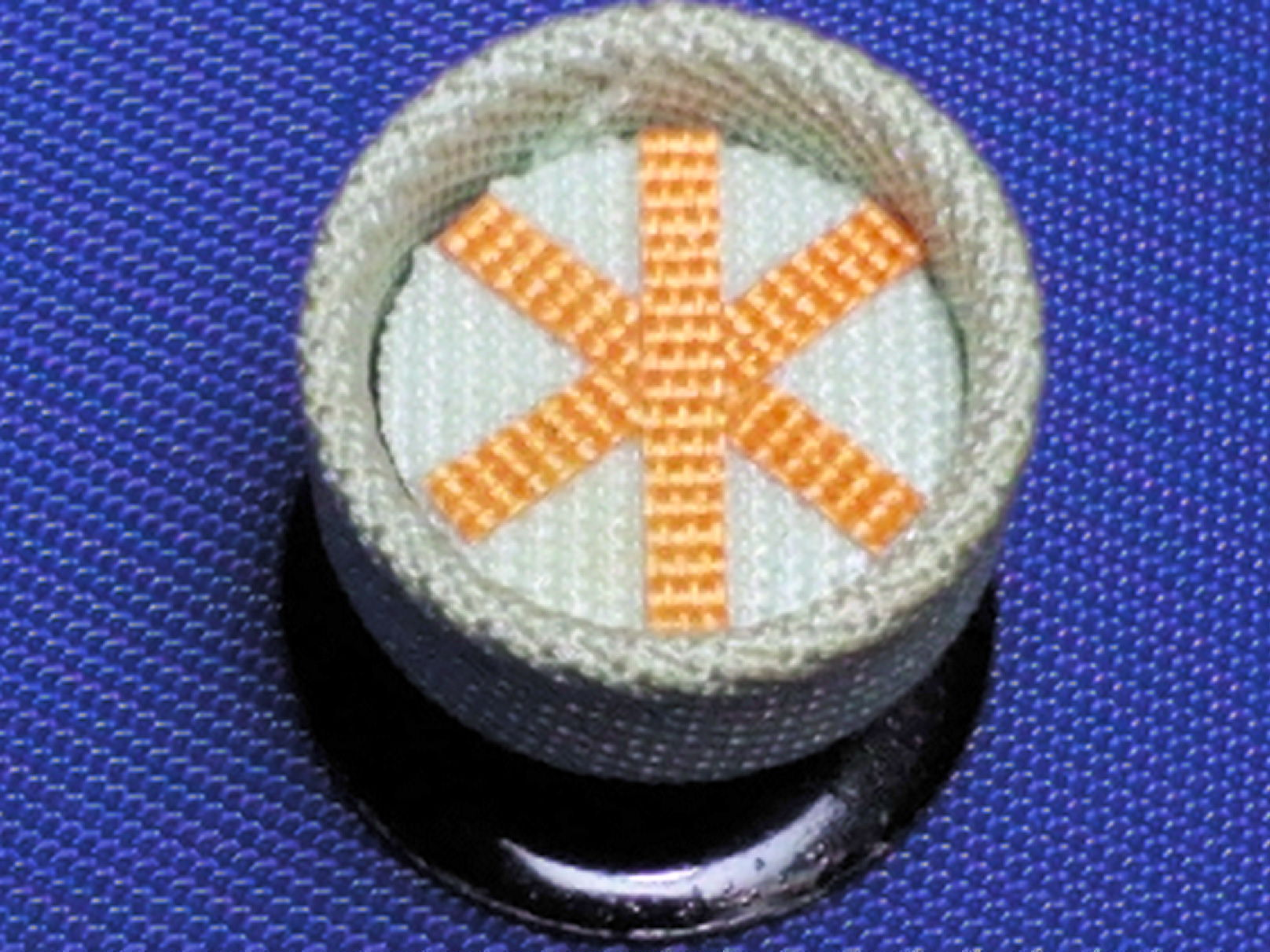
Knopflochminiatur, Vorderseite
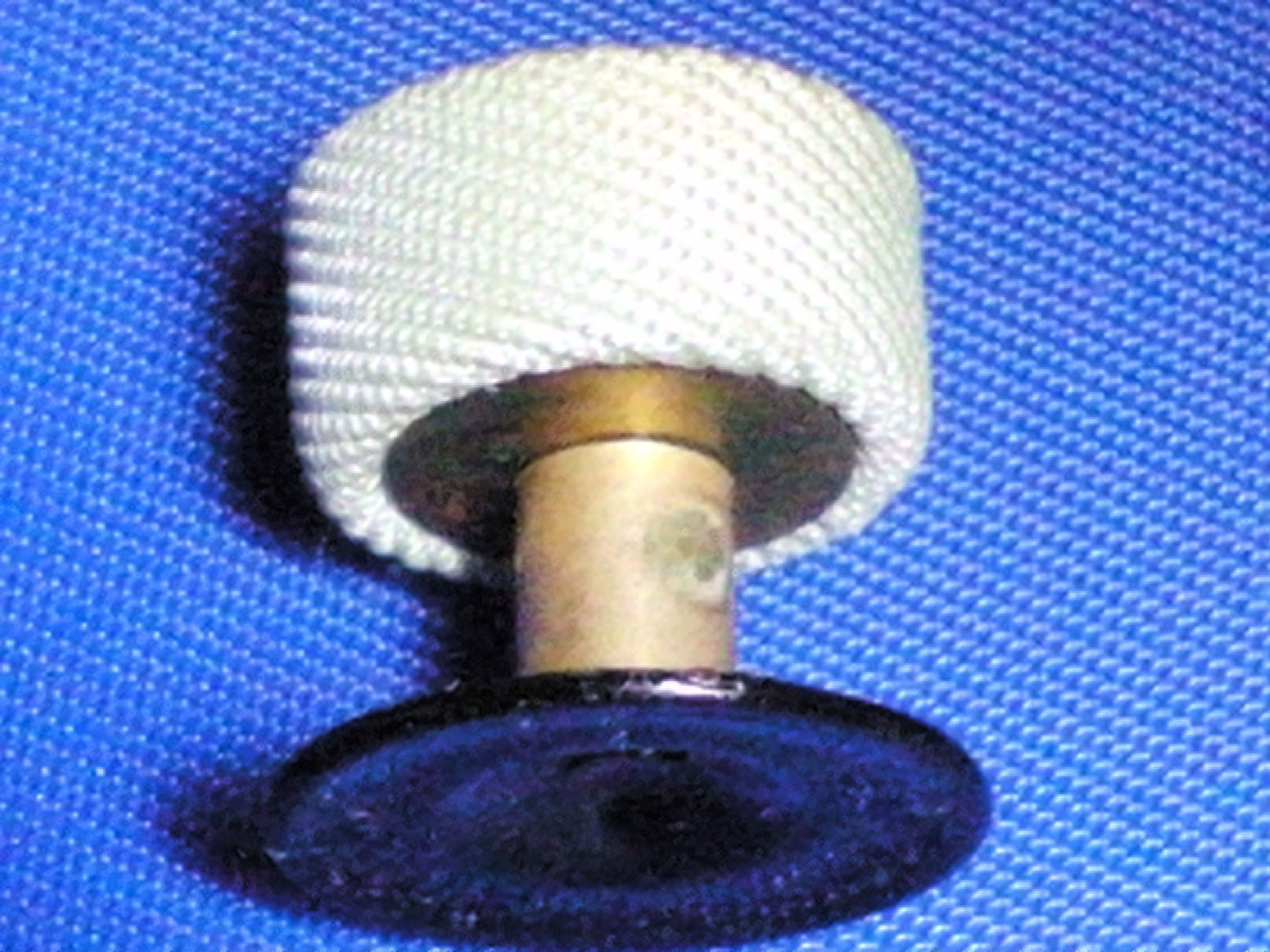
Knopflochminiatur, Seitenansicht

## Bekannte Empfänger
- 1. Klasse: Charles Alexander Anderson, Akabori Shirō[3], Arisaka Nariakira[4], George Edward Gauntlett (jap. Ganto Tadashi), Hayashi Senjūrō,[4] Hans-Olaf Henkel,[5] Ibuka Masaru,[6] Akio Morita, Renato Ruggiero, Rudolf Sallinger[7], Satō Naotake, Otto Schniewind, Julius Scriba, Hamao Umezawa, Oda Yorozu[4], Tōjō Hideki
- 2. Klasse: Sakıp Sabancı, Iriye Akira, James Harold Elmsley, George Edward Gauntlett, Konrad Ernst von Goßler, Werner Köster, Ikuo Kushiro[8], Murata Akira, Johannis de Rijke, Alexander von Siebold, Heinrich Georg Stahmer, Eugene P. Wilkinson[9]
- 3. Klasse: Peter Drucker[10], Max Fesca, Carl Fraenkel,[11] Fukushima Yasumasa, George Edward Gauntlett, Günther Gumprich, Ernst Heinkel[12], Akira Ifukube, Otsuma Kotaka, Cecil Meares, Heinrich von Mosthaf, Isamu Noguchi, Tadahiro Sekimoto, Katō Shūson, Uno Chiyo[13], Shinya Inoué,[14] Bruno Lewin,[15] Karl Emil Kirchner, Friedrich Wilhelm Höhn[16], Rolf Anschütz[17]
- 4. Klasse: Rudi Müller,[18] Herbert Keppler,[19] Keiko Fukuda, Beate Sirota, Helmut Laumer, Hermann Bohner,[20] Albert Scheibe
- unbekannte Klasse: Hans-Günther Sohl, Carl Caelius, Bernhard Rogge, Heinrich Hertz,[21] Toyohiko Kagawa, Thomas Noguchi[22]

Siehe auch: Kategorie:Träger des Ordens des Heiligen Schatzes